# Римско краљевство
Римско краљевство представља онај период римске историје који траје од оснивања града (753. године п. н. е.) па до збацивања последњег краља Тарквинија Охолог (509. године п. н. е).
Овај период у историји Рима познат нам је једино из непоузданих античких легенди, које нам већином преноси римски историограф Тит Ливије (1. век н. е.), те модерних археолошких истраживања. Према античкој традицији, Римом је у почетку владало седам краљева, чија власт није била наследна, него је сваки био биран у сенату и куријатској скупштини. Писана историја из тог времена се не може сматрати веродостојном. Ово време је познато као владавина седам римских краљева.

## Легенда о оснивању Рима
Након пада Троје, Грци су предузимали казнене мере против преживелих Тројанаца. Уздржали су се једино према Енеји и Антенору који су протерани из Пафлагоније. Они су стигли до најсевернијег залива Јадранског мора. Њихово племе названо је Венетима. Потом су се сукобили са племенима Аборигина и њиховим краљем Латином, али је убрзо склопљен мир и пријатељство. Латинова ћерка удата је за Енеју. Из овог брака рођен је Асканије који је основао град Алба Лонгу. Након девет генерација, на престо Алба Лонге долазе Нуминтор и Амулије. Између двојице браће избио је сукоб. Амулије је збацио Нуминтора и прогласио се за владара, а Нуминторову ћерку је заклео на доживотно девичанство. Реа Силвија је своја два сина близанца бацила у реку. Корито је, међутим, доспело на суво, а дечаке је подојила вучица која је сишла да пије воду. Након тога их је пронашао Фаустул и повео их са собом. Када су одрасли, Ромул и Рем су организовали заверу и убили Амулија, а свога деду вратили на престо. Сами су основали нов град на месту где их је вучица пронашла. Убрзо долази до сукоба око имена града (били су близанци па се спор није могао решити принципом старешинства). Ромул је на крају убио Рема и град назвао по себи.

## Историја
Према легенди, Рим су основала браћа Ромул и Рем, али пошто је Рем био убијен са стране свога брата(Ромул), Ромул је потом постао први краљ Рима. Овај први римски краљ, међутим, представља инвенцију каснијих античких историографа. Његово име, које чак није ни чисто латинско, требало је да објасни порекло имена Рима. Његова фиктивна владавина испуњена је делима каква се и очекују од оснивача једног античког града и од сина бога рата. Стога му је приписано оснивање најранијих политичких, војних и друштвених институција Рима, као и ратовање против суседних држава. Такође, веровало се да је Ромул једно време делио власт са Сабињанином Титом Тацијем. То је можда име неког аутентичног владара раног Рима, можда чак и правог првог краља Рима. У каснијим се вековима, међутим, о њему није знало ништа, па је његова владавина спојена с временом Ромулове владавине.
Имена осталих шест краљева су можда аутентична, али је о њиховим владавинама познато врло мало поузданих података. Међутим, пошто су Римљани касније желели да објасне своје старе обичаје и институције, антички су историчари овим краљевима приписивали разне иновације, често на стереотипан и погрешан начин. Три краља после Ромула још увек су мало шта више од имена, али дела последња три краља су историјски поузданија и могу се донекле потврдити археолошким налазима.
Према античкој предаји, ратоборног је Ромула наследио Сабињанин Нума Помпилије, чију владавину карактеришу потпуни мир и мирољубивост. Нума је наводно основао готово све религијске институције и верске обичаје. Традиција о његовој побожности вероватно потиче од погрешног повезивања његовог имена са латинском речи нумен, која означава божанско провиђење. Нуму је наследио Тул Хостилије, чија је владавина била испуњена ратовима, вероватно зато што је име Хостилиус касније доведено у везу са речи хостилис (= ратоборан). После њега на престо је ступио Анко Марције, за кога се веровало да је Нумин унук. Његова је владавина комбиновала карактеристике владавине његова два претходника, дакле религијске иновације и ратовања.
Археолошки налази о раном Риму су сиромашни и раштркани, јер се показало веома тешким спровести екстензивна ископавања на местима где још увек постоје касније подигнуте грађевине. Постојећи су налази, пак, често двосмислени и не могу се лако повезати са античком књижевном предајом. Међутим, они понекад могу потврдити или оповргнути неке делове античке историјске предаје. На пример, археолошки су налази потврдили да је најстарије насеље било једноставно село, састављено од колиба са сламнатим кровом, које се налазило на Палатину, али почеци тог насеља датирају се у 10. или 9. век п. н. е., а не у половину 8. века п. н. е. Стога није могуће да је до краја 6. века Римом владао низ од само седам краљева. Археологија такође показује да је други по реду насељен Есквилин, што противречи античкој предаји, која каже да је после Палатина насељен Квиринал. Око 670–660. године п. н. е. палатинско се насеље проширило у долину каснијег Римског форума и постало град занатлија, који су живели у кућама с каменим темељима. Материјална култура сведочи о постојању неке трговине, као и о етрурском и грчком утицају. Археологија других латинских места указује на то да је у ово време Рим представљао типичну латинску заједницу. Током 6. века Рим је прошао кроз значајну транзицију, па се из латинске заједнице постепено трансформисао у прави град. Мочварна је долина форума била исушена и поплочана, те је постала јавни центар града. Постоје јасни знакови да је дошло до замаха градње храмова. Керамика и остаци архитектуре указују на разгранату трговину са Грцима и Етрурцима, као и на локални рад под њиховим утицајем.
Урбану трансформацију Рима извршила су последња три краља: Тарквиније Приск (Присцус = „Стари"), Сервије Тулије и Тарквиније Охоли (Супербус = „Охоли"). Према античкој традицији, два Тарквинија су били отац и син и дошли су из Етрурије. По једној предаји, Сервије Тулије је био Латин, а по другој, син једног Етрурца по имену Мастарна. Сва три краља су наводно били велики урбанисти и организатори (ову је предају потврдила археологија). Њихово етрурско порекло данас се готово не доводи у питање, с обзиром на близину Етрурије, на све већи географски значај Рима и на јавне радове које су спровели сами краљеви, а који су били карактеристика савремених етрурских градова. Изгледа, стога, да су током 6. века п. н. е. неки етрурски авантуристи преузели римско насеље и претворили га у град према етрурским узорима.
Античка предаје приписује Сервију Тулију и реформу државног и друштвеног уређења, од којих су се неке задржале и у доба републике. Грађане је распоредио у четири градске области (трибус), којима је можда придодао и шеснаест сеоских, при чему су се те области заснивале на територијалној подели, а не на сродству њихових припадника. На основу припадности овим областима спровођена је регистрација грађана и њихове имовине ― што се називало ценсус, као и убирање ратног пореза на имовину, названог трибутум. Сервије је надаље грађане поделио у пет класа (цлассес) према њиховом имовинском стању, а класе на центурије (центуриае), које су углавном замениле старију поделу на братства (цуриае), што је донело и превласт центуријатских скупштина над куријским.
Римски краљеви:
- 753. п. н. е. - 715. п. н. е. - владавина краља Ромула (први римски краљ, касније божанство Квирин)
  - Тит Тације, краљ Сабињана и Ромулов савладар
- 715. п. н. е. - 673. п. н. е. - владавина Нуме Помпилија
- 673. п. н. е. - 642. п. н. е. - владавина Тула Хостилија
- 642. п. н. е. - 617. п. н. е. - владавина Анка Марција
- 617. п. н. е. - 578. п. н. е. - владавина Тарквинија I
- 578. п. н. е. - 534. п. н. е. - владавина Сервија Тулија
- 534. п. н. е. - 510. п. н. е. - владавина посљедњег римског краља Тарквинија II Охолог